# Спеков, Александр Васильевич
Алекса́ндр Васи́льевич Спеков (18 апреля [1 мая] 1916, Верещаки, Черниговская губерния — 25 января 1940, Мурманская область) — советский пограничник, участник советско-финской войны, Герой Советского Союза.

## Биография
Родился 18 апреля (1 мая) 1916 года в селе Верещаки в крестьянской русской семье.
Окончил 6 классов. С 1917 года жил в селе Сростки (ныне — Бийского района Алтайского края), с 1931 года — в городе Бийске Алтайского края. Работал на заводе «Механлит».
В Пограничных войсках НКВД СССР с 1937 года. Участник советско-финской войны 1939—1940 годов.
Телефонист взвода связи стрелкового батальона 2-го пограничного полка (Северо-Западный фронт) комсомолец красноармеец Александр Спеков, находясь в полевом карауле в составе 13 бойцов, 25 января 1940 года подвергся нападению роты противника. В течение боя передавал сведения в штаб о его ходе. Оставшись один в доме, сражался до последнего патрона. Погиб в этом бою. Похоронен у пограничного поста близ посёлка Куолаярви Кандалакшского района Мурманской области. Последними словами Спекова, переданными по телефону, были: «Весь состав караула героически погиб, противник забрасывает дом гранатами, кончаю передачу, бросаю гранаты, выбрасываюсь в окно, привет Родине».
Указом Президиума Верховного Совета СССР от 26 апреля 1940 года «за успешное выполнение боевых заданий Правительства по охране государственных границ и проявленные при этом отвагу и геройство» красноармейцу Спекову Александру Васильевичу присвоено звание Героя Советского Союза (посмертно).

## Награды
- Медаль «Золотая Звезда» Героя Советского Союза;
- орден Ленина (26.04.1940, посмертно).

## Память
- В 1958 году постановлением Совета министров СССР имя А. Спекова присвоено пограничной заставе Алакурттинского пограничного отряда Северо-Западного пограничного округа[3]. А. В. Спеков навечно зачислен в списки заставы[3].
- Именем Героя названы улицы в Бийске и Кандалакше, переулок в Новозыбкове, улица в селе Сростки Бийского района Алтайского края.
- В 1980 году издан художественный маркированный конверт, посвященный герою[4].
- В городах Кандалакше и Бийске (у здания школы № 31) установлены памятники А. В. Спекову.
- В 1983 году в Бийске бюст Героя установлен перед корпусом завода «Союзсельхозтехника»[5] (бывший завод «Механлит»). Бюст в 2016 году установлен также в Новозыбкове[6][7].
- На доме в селе Сростки (ул. Спекова, д. 25), где жил А. В. Спеков, и на доме в Бийске (ул. имени Героя Советского Союза Спекова, д. 12) установлены мемориальные доски[7].
- Имя А. В. Спекова было присвоено в 1960 году тепловозу ТЭ3-1254, приписанному к депо Кандалакша, водившему пассажирский поезд «Полярная стрела» сообщением Мурманск — Москва[8], тепловозу серии ТЭП10 номер 041, выпущенному Харьковским заводом транспортного машиностроения в 1963 году. Тепловоз эксплуатировался в депо Кандалакша, в 1973 году был передан в депо Основа в Харькове, где проработал до 1987 года[9]. Имя А. В. Спекова было присвоено электровозу ВЛ23-271, поступившему в депо Кандалакша в 1973 г. В конце 2019 г. в Эксплуатационном локомотивном депо Кандалакша был введен в работу электровоз ЭП1-006 имени А. В. Спекова[10].
- Имя А. В. Спекова было в 2010 году присвоено школе № 31 города Бийска[11].

- Памятник А. В. Спекову в п. Кандалакша Мурманской области
- Бюст Спекова А. В. в г. Бийске
- Памятная табличка в г. Бийске на ул. Спекова
- Почтовый конверт СССР с изображением А. В. Спекова